# Кучер, Даниил Олегович
Даниил Олегович Кучер (укр. Данило Олегович Кучер; род. 25 января 1997, Кривой Рог, Днепропетровская область) — украинский футболист, вратарь клуба УТА.

## Игровая карьера
Футболом начинал заниматься в криворожской ДЮСШ ФК «Кривбасс», где его тренером был Виктор Геннадиевич Семаков. Некоторое время спустя подписал контракт с «Днепром», где продолжил обучение. Потом играл в юношеской команде и затем в молодёжной у Дмитрия Михайленко.
За первую клубную команду «Днепра» дебютировал 6 апреля 2016 года в домашнем матче 1/4 финала Кубка Украины против каменской «Стали» (4:1), в котором провёл 90 минут и пропустил гол (на 85 минуте), но это позволило «Днепру» выйти в полуфинал.
15 мая 2016 года Кучер впервые сыграл в Премьер-лиге в матче против донецкого «Олимпика» (1:1).
29 июля 2021 года заключил контракт с украинским клубом «Минай». 31 июля 2021 года дебютировал за «Минай» в матче украинской Премьер-лиги против «Александрии» (1:0).

### Карьера в сборной
24 марта 2016 года дебютировал за юношескую сборную против сборной Голландии U-19 (2:3), где пропустил трижды.